# Francis Brown (mathématicien)
Pour les articles homonymes, voir Francis Brown et Brown.
Francis Brown est un mathématicien franco-britannique né le 5 novembre 1977.

## Biographie
Il a fait ses études à l’université de Cambridge, et ensuite à l’ENS de Paris. Il a préparé sa thèse sous la direction de Pierre Cartier en 2006, puis fait un séjour à l’Institut Max-Planck de mathématiques à Bonn et à l’Institut Mittag-Leffler à Stockholm dans le cadre de l’IPDE (Institut post-doctoral européen). Il est entré au CNRS en 2007. Il a obtenu la médaille de bronze du CNRS en 2012. La même année il a reçu le prix Élie-Cartan de l’Académie des Sciences de Paris pour « sa preuve de deux conjectures concernant les valeurs zêtas multiples ».
Les travaux de Francis Brown sont à l’intersection de la géométrie algébrique et de l’arithmétique. Il a travaillé notamment sur les périodes des motifs, et en particulier les fonctions multizêtas, qui ont été inventées par Euler il y a presque 300 ans et qui  apparaissent dans de nombreux domaines des mathématiques et de la physique moderne, notamment la physique des particules et la théorie quantique des champs. Parmi ses contributions : la résolution de la conjecture de Goncharov-Manin sur les espaces des modules des courbes, la conjecture de Hoffman sur les fonctions multizêtas, et la conjecture de Deligne-Ihara sur les motifs de Tate mixtes sur Z.
Une partie des travaux de Francis Brown tourne autour des questions qui proviennent de la théorie quantique des champs, et notamment le programme du groupe de Galois cosmique, qui a été initié par les travaux de nombreuses personnes liées à l’IHÉS, en particulier Dirk Kreimer, Pierre Cartier, Alain Connes, Maxime Kontsevitch. C’est un programme qui cherche à réinterpréter la théorie de la renormalisation en physique au moyen de la théorie de Galois motivique de Grothendieck. Cela permet d’étudier la théorie quantique des champs perturbative du point de vue de la géométrie algébrique.
Depuis le 1er septembre 2012, Francis Brown est visiteur CNRS longue durée à l’Institut des hautes études scientifiques. Chargé de recherche, il était jusqu’alors affecté à l’Institut de mathématiques de Jussieu à Paris.